# Bump 'n' grind
Bump 'n' grind is het vierde studioalbum van Jackson Heights.
Die band had voor Lee Jackson de opvolger moeten worden van The Nice, maar Jackson Heights is nooit echt van de grond gekomen. Dit vierde album was al opgenomen in de tweede samenstelling van de band, maar in de nasleep van het album vertrok Brian Chatton; hij kon niet rondkomen van de verdiensten van de band. Vertigo Records, in het leven geroepen voor progressieve rock, had voor dit album meer progressieve rock voor ogen, terwijl de band juist daar niet aan wilde. Het gaf volgens de herpersing in 2010 een wankel evenwicht op de elpee. Het album werd opgenomen in de Phonogram geluidsstudio in Londen; Phonogram was de distributeur van Vertigo Records.
Opvallend aan het album is dat het in Bump 'n' grind een track symfonische rock bevat, een combinatie van band en strijkorkest, atypisch voor Jackson Heights. Het model en de actrice Anne Goddet, dochter van Jacques Goddet, siert schaars gekleed de hoes, wat enig opzien baarde. Bump and grind zou een term uit de stripteasewereld zijn, het vooruitstoten en draaien, ook gebruikt bij soortgelijke bewegingen in "ruwe" sporten als wildwaterkanoën en autoracen.
In de nasleep probeerden Jackson en McBurnie Jackson Heights in leven te houden door het aantrekken van Patrick Moraz, de bandnaam werd Refugee, maar ook die werd geen groot succes, Moraz vertrok al snel naar Yes. McBurnie zou in de muziekwereld blijven als begeleider van Gerry Rafferty en Kiki Dee. Chatton speelde met Alan Hull, Snafu en John Miles.

## Musici
- Lee Jackson – zang, basgitaar, percussie, elektrische cello
- John McBurnie – zang, akoestische gitaar, mellotron, percussie
- Brian Chatton – zang, toetsinstrumenten, buisklokken

Met
- Michael Giles – drumstel op I can be your orchestra, Spaghetti sunshine, Public romance en Cumberland country
- Ian Wallace – drumstel op It's a shame, Long necked lady
- Billy Bell – banjo op Long necked lady, The ladies in the chorus, Whatever happend to the conversation
- Roger McKew – gitaar op Cumberland county
- Johnny van Derrick – fiddle op Long necked lady

Het boekwerkje bij de heruitgave uit 2010 vermeldt dat drummer Ian Paice van Deep Purple samen met Ian Wallace achter het drumstel zat bij de opnamen van de titeltrack. Echter de credits vermeldden juist beide namen niet bij dat nummer. De Moog-synthesizer werd geleend van en gerpogrammeerd door Keith Emerson, Jacksons collega uit The Nice, maar toen al bij Emerson, Lake & Palmer.

## Muziek
| Nr. | Titel                                                     | Duur |
| --- | --------------------------------------------------------- | ---- |
| 1.  | I could be your orchestra (McBurnie, Brian Murphy)        | 4:16 |
| 2.  | Spaghetti sunshine (Chatton)                              | 3:34 |
| 3.  | Long necked lady (McBurnie)                               | 3:47 |
| 4.  | Public romance (Chatton)                                  | 2:32 |
| 5.  | Bump and grind (McBurnie)                                 | 3:25 |
| 6.  | Cumberland country (Jackson, Chatton)                     | 3:41 |
| 7.  | It’s a shame (Jackson, Chatton)                           | 4:20 |
| 8.  | Ladies in the chorus (Jackson, Chatton)                   | 3:06 |
| 9.  | Whatever happened to the conversation (McBurnie, Chatton) | 3:50 |

Whatever happened to the conversation bevat een citaat uit Hush van Joe South, bekend geworden door Deep Purple. Brian Murphy, co-auteur van de eerste track, was vast begeleider van Gerry Rafferty.